# Santa María de Aguayo
Santa María de Aguayo es una localidad del municipio de San Miguel de Aguayo (Cantabria, España). En el año 2024 contaba con una población de 69 habitantes (INE). La localidad está situada a 860 m s. n. m., y a 2 km de la capital municipal, San Miguel de Aguayo.
Hacia 1840, pocos años después de que se formara el ayuntamiento de San Miguel de Aguayo en 1835, Santa María se separa, convirtiéndose en ayuntamiento independiente. Esta situación duró hasta mediados de siglo, cuando se reintegró de nuevo en el municipio de San Miguel de Aguayo, al que sigue perteneciendo en la actualidad.

## Paisaje y naturaleza
La deforestación que apuntábamos en San Miguel de Aguayo se nota en los perfiles desnudos de los montes de los alrededores, especialmente los de la parte este, más allá de Santa Olalla. Sin embargo, se conservan mantos boscosos de calidad por la carta norte del Gañimones, en la vaguada que hay frente a la ladera por la que se accede a Aguayo desde Pesquera y, de manera especial, en la canal del río Hirvienza en su caída hasta la hoz del Besaya.

## Patrimonio histórico
Edificio sobresaliente de Santa María es la casa de los Obregón. Se construyó en el siglo XVII y actualmente se encuentra en avanzado estado de ruina. La casa tiene grandes dimensiones. Consta de un volumen central (con piso principal de aparejo de ladrillo con entramado de madera y piso bajo de mampostería muy alterada) y dos laterales dispuestos simétricamente, realizados en sillería y sillarejo, en los que se concentra la fábrica más noble del inmueble en la decoración moldurada de los alféizares de las ventanas cuadradas y en el escudo cuartelado, con yelmo y lambrequines, en el que aparecen las armas de los Obregón y los Velarde.
En el resto de la arquitectura rural de Santa María destacamos algunos detalles de menor interés como una ventana con alfiz en una casa recientemente restaurada, que emparentamos en época y en estilo con la torre de los Gómez Bárcena de San Miguel de Aguayo, o en el escudo que adorna la ermita de Santa María.